# Advenus montisilvestris
Advenus montisilvestris — вид веретільницеподібних ящірок родини Diploglossidae. Ендемік Панами. Раніше цей вид відносили до роду Diploglossus, однак за результатами філогенетичного дослідження 2021 року, яке показало, що цей рід є парафілітичним, він був переведений до новоствореного монотипового роду Advenus.

## Поширення і екологія
Advenus montisilvestris мешкають на схилах гірського масиву Серранія-де-Пірре на сході Панами, в провінції Дар'єн, на території Національного парку Дар'єн. Вони живуть у вологих гірських тропічних лісах, на висоті 1400 м над рівнем моря. Ведуть переважно наземний спосіб життя.